# East Waterford (Pennsylvanie)
Pour l’article homonyme, voir East Waterford (circonscription britannique).
La census-designated place d’East Waterford est située dans  le comté de Juniata, dans le Commonwealth de Pennsylvanie, aux États-Unis. Sa population s’élevait à 196 habitants lors du recensement de 2010.

## Source
- (en) Cet article est partiellement ou en totalité issu de l’article de Wikipédia en anglais intitulé « East Waterford, Pennsylvania » (voir la liste des auteurs).